# Queen's Nympton
Queen's Nympton (ONS-code E04003112) is een civil parish in het bestuurlijke gebied North Devon, in het Engelse graafschap Devon. In 2001 telde het civil parish 32 inwoners.